# Le Métèque
Le Métèque is een chanson van de zanger, tekstschrijver en componist Georges Moustaki uit 1969. Het lied werd voor het eerst in Frankrijk als single uitgebracht, geproduceerd door Henri Belolo en Jacques Bedos. Muzikaal directeur was Alain Goraguer. Op de B-kant van de single staat het nummer Voyage. Le Métèque is tevens het eerste nummer van het gelijknamige album dat eveneens in 1969 werd uitgebracht.

## Achtergrond
Le Métèque is een Franse scheldnaam voor een immigrant met een zuidelijk, mediterraan uiterlijk die, waarin Moustaki zichzelf omschrijft, eruitziet als een "joodse zwerver" en een "Griekse schaapherder". Serge Reggiani, voor wie hij het lied oorspronkelijk had geschreven, weigerde het uit te brengen. Moustaki zong het vervolgens zelf op een 45 toeren single die een enorme hit werd in Frankrijk, waar het zes weken lang op nummer één in de hitlijsten stond. In het Italiaans heet het lied Lo straniero en in het Spaans El extranjero. In 1971 gebruikte de Turkse zangeres Gönül Yazar de melodie voor haar lied Özledigim Sevgili. In Vlaanderen (België) werd het nummer uitgebracht als De Gastarbeider door de Antwerpse groep De Strangers.
Jan Rot maakte daar in 2006 'Leve de liefde en de lol' van op het album Nieuw op 1. 

## NPO Radio 2 Top 2000
| Nummer met noteringen in de NPO Radio 2 Top 2000 | '99  | '00 | '01  | '02  | '03 | '04  | '05  | '06  | '07  | '08  |
| ------------------------------------------------ | ---- | --- | ---- | ---- | --- | ---- | ---- | ---- | ---- | ---- |
| Le Métèque                                       | 1281 | -   | 1914 | 1896 | -   | 1652 | 1718 | 1436 | 1916 | 1762 |

1. ↑  Een '-' betekent dat het nummer niet was genoteerd en een vetgedrukt getal geeft de hoogste notering aan.
2. ↑  Deze tabel is bijgewerkt tot en met de laatste editie (2024).

## Versie Rod McKuen
In 1971 had Rod McKuen een hit met Without a Worry in the World, een vrije bewerking van Le Métèque. De B-kant The Voyeur werd in 1964 al opgenomen voor het album Seasons in the Sun. Het werd, net als zijn vorige single Soldiers Who Want to Be Heroes, een nummer 1-hit in de Nederlandse Top 40.

### Hitnoteringen

#### Nederlandse Top 40
| Hitnotering: 30-10-1971 t/m 15-01-1972 | Hitnotering: 30-10-1971 t/m 15-01-1972 | Hitnotering: 30-10-1971 t/m 15-01-1972 | Hitnotering: 30-10-1971 t/m 15-01-1972 | Hitnotering: 30-10-1971 t/m 15-01-1972 | Hitnotering: 30-10-1971 t/m 15-01-1972 | Hitnotering: 30-10-1971 t/m 15-01-1972 | Hitnotering: 30-10-1971 t/m 15-01-1972 | Hitnotering: 30-10-1971 t/m 15-01-1972 | Hitnotering: 30-10-1971 t/m 15-01-1972 | Hitnotering: 30-10-1971 t/m 15-01-1972 | Hitnotering: 30-10-1971 t/m 15-01-1972 | Hitnotering: 30-10-1971 t/m 15-01-1972 | Hitnotering: 30-10-1971 t/m 15-01-1972 |
| Week                                   | 1                                      | 2                                      | 3                                      | 4                                      | 5                                      | 6                                      | 7                                      | 8                                      | 9                                      | 10                                     | 11                                     | 12                                     |                                        |
| -------------------------------------- | -------------------------------------- | -------------------------------------- | -------------------------------------- | -------------------------------------- | -------------------------------------- | -------------------------------------- | -------------------------------------- | -------------------------------------- | -------------------------------------- | -------------------------------------- | -------------------------------------- | -------------------------------------- | -------------------------------------- |
| Nummer                                 | 27                                     | 9                                      | 3                                      | 2                                      | 1                                      | 2                                      | 3                                      | 5                                      | 8                                      | 11                                     | 17                                     | 29                                     | uit                                    |

#### Daverende Dertig
| Hitnotering: 30-10-1971 t/m 08-01-1972 | Hitnotering: 30-10-1971 t/m 08-01-1972 | Hitnotering: 30-10-1971 t/m 08-01-1972 | Hitnotering: 30-10-1971 t/m 08-01-1972 | Hitnotering: 30-10-1971 t/m 08-01-1972 | Hitnotering: 30-10-1971 t/m 08-01-1972 | Hitnotering: 30-10-1971 t/m 08-01-1972 | Hitnotering: 30-10-1971 t/m 08-01-1972 | Hitnotering: 30-10-1971 t/m 08-01-1972 | Hitnotering: 30-10-1971 t/m 08-01-1972 | Hitnotering: 30-10-1971 t/m 08-01-1972 | Hitnotering: 30-10-1971 t/m 08-01-1972 | Hitnotering: 30-10-1971 t/m 08-01-1972 |
| Week                                   | 1                                      | 2                                      | 3                                      | 4                                      | 5                                      | 6                                      | 7                                      | 8                                      | 9                                      | 10                                     | 11                                     |                                        |
| -------------------------------------- | -------------------------------------- | -------------------------------------- | -------------------------------------- | -------------------------------------- | -------------------------------------- | -------------------------------------- | -------------------------------------- | -------------------------------------- | -------------------------------------- | -------------------------------------- | -------------------------------------- | -------------------------------------- |
| Nummer                                 | 19                                     | 13                                     | 3                                      | 2                                      | 2                                      | 2                                      | 4                                      | 5                                      | 6                                      | 14                                     | 16                                     | uit                                    |